# Magna Carta Libertatum

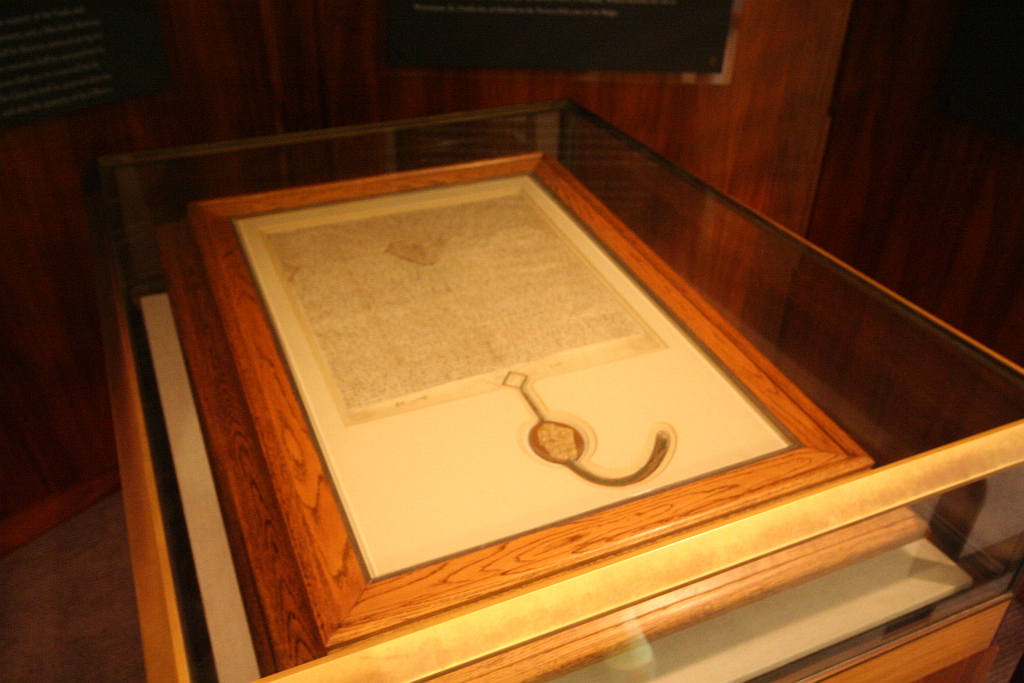
A Magna Carta egy 1297-es másolata az ausztráliai parlamentben található

A Magna Carta Libertatum („Nagy szabadságlevél”) az 1215. június 15-én Földnélküli János angol király által kiadott, a rendi jogokat biztosító szabadságlevél, az angol alkotmányfejlődés egyik legfontosabb állomása. 

## Előzmények
I. (Földnélküli) János számos kihívással szembesült uralkodása alatt. Az angol monarchia részt vett a keresztes háborúkban, melyből visszatérőben elődje, Oroszlánszívű Richárd az egyik riválisa fogságába esett. A Plantagenêt-ház kiterjedt birtokokkal rendelkezett a mai Franciaország területén, amelyek konfliktust gerjesztettek a központosított monarchiát létrehozni szándékozó II. Fülöp királlyal. A keresztes háborúk költségei, Richárd váltságdíja, a francia monarchiával való állandó, és angol szempontból kudarccal végződő fegyveres összetűzések (bouvines-i csata), állandó pénzhiányt teremtettek és királyi központosításra kényszerítették I. Jánost.
A központosító intézkedések közül kiemelkednek a többszörösükre növelt, illetve új adók, a király által a bárók megkerülésére létrehozott kincstári intézmény (wardrobe), valamint a király törekvése, hogy saját jelöltjét ültesse a canterburyi érsek székébe. Ez utóbbi nem járt sikerrel, mivel a pápa kiátkozta Angliát, amit csak azzal lehetett feloldani, hogy I. János a pápa hűbéresévé nyilvánította magát és elfogadta Stephen Langtont canterburyi érseknek.
Ezek az események megterhelték az angol társadalmat, és a feszültség bárói lázadásban nyilvánult meg. A különböző bárói csoportok átmenetileg kiegyeztek egymással a királyi hatalommal szemben és arra hivatkozva, hogy az uralkodó megszegte hűbéri esküjét a király iránti hűbéri kötelezettségeiket és esküjüket semmisnek nyilvánították (diffidatio). A bárói mozgalomhoz csatlakozott a polgárság is. A mozgalom nyomására az uralkodó kibocsátotta a Magna Cartát 1215. június 15-én a Windsor melletti Runnymede mezején.

## A Carta rendelkezései
Gyakrabban hivatkozott cikkelyei:
- 12. cikkely - az uralkodó – hűbéreseinek egyetértése nélkül – nem rendelheti el a hadiadó és a pajzspénz megfizetését
- 39. cikkely - szabad embert csak vele egyező státusúak ítélete alapján lehet elfogni, illetve javait lefoglalni
- 45. cikkely - királyi bíró és sheriff csak az ország jogát ismerő személy lehet
- 48. cikkely - a rossz szokások felülvizsgálatára grófságonként 12 lovagot kell választani
- 61. cikkely - a bárók jogot kaptak arra, hogy a Carta megsértése esetén lefoglalják a király várait, birtokait, de a királyt személyében nem sérthették meg

A 63 cikkelyt tartalmazó Magna Carta Libertatum összességében biztosította az egyházi és világi bárók, valamint a városok jogait, kiváltságait személyi és vagyoni biztonságát. Rendelkezéseket tartalmazott továbbá a kereskedelem, a vám- és pénzügyek területén, elrendelte a súlyok és mértékek egységesítését. Egy 25 tagú bizottság volt hivatva arra, hogy a rendelkezéseket az uralkodóval betartassa.
A középkorban többször megújították és kivették a legradikálisabb, a király hatalmát korlátozó rendelkezéseket, így a 61. cikkelyt is. A legelterjedtebb az 1225-ös megújítás során született szöveg.
A király és a bárók közötti küzdelem azonban nem oldódott meg hosszú távra a Magna Cartával. A 61. cikkelyben megfogalmazott ellenállási jogra (ius resistendi, ius resistentiae) hivatkozva 1258-ban a Simon de Montfort, Leicester 6. grófja által vezetett bárói mozgalom az oxfordi províziók kibocsátására kényszerítette III. Henriket. Az Anglia első írott alkotmányának is tartott províziók egy tanácsra bízták a kormányzati hatalom ellenőrzését. A tanácsba 12 tagot a bárók, 12 tagot a király nevezett ki. A kiválasztott személyek még két személyt választhattak. Az így létrejött tanács felügyelte a miniszteri megbízásokat, a helyi közigazgatást, illetve a királyi várak őrzését. Az bárókkal szövetséges polgárságnak tett engedménynek tekinthető, hogy évente három alkalommal össze kellett hívni a parlamentet, amely a tanács tevékenységét felügyelte. A 24 tagú tanács 1259-ben kibocsátotta az ún. westminsteri províziókat, mely a királyi és földesúri bíróságok eljárásrendjét szabályozta, korlátozva ezek önkényét. A királyhoz hű bárói csoportok Glouchester grófjának vezetésével legyőzték Montfortot, a király pedig, hogy megnyerje a polgárságot 1265-ben összehívta a parlamentet (ún. mintaparlament). Montfort bukásával a "westminsteri províziókat" is hatályon kívül helyezték, azonban a parlament 1267-ben újra megerősítette azokat.

## Összevetése a magyar Aranybullával
1832. október 15-én Széchenyi István (1791-1860) Naplójában így ír: "Magna Carta és Aranybulla a kereszteshadjáratok következményeképpen úgyszólván egyazon agyból születtek. Anglia fokozatos kifejlődése révén tökéletes... Hogyan áll Magyarország, ahol annyi minden hátramaradt. Meg kell vizsgálni és össze kell hasonlítani a kettő mechanikáját és fokozatos kifejlődését - hogy Angliából a jót mindjárt befogadhassuk - nem pedig véres válság árán...".
A 19-20. század fordulóján élő jogtörténész, Timon Ákos (1850-1925) és Divéky Adorján (1880-1965) is rokonságot lát az 1222-es Aranybulla és az 1215-ös Magna Carta között. Timon és Divéky a keresztes államok jogalkotásában, különösen az ún. jeruzsálemi assizákban látja a közös forrást, melyekkel mind II. András magyar királynak, mind az angoloknak volt alkalmuk megismerkedni a keresztes háborúk során. A magyar főnemesek közül olyanok is részt vettek a hadjáratban, akik később az Aranybulla aláírói között szerepelnek. Érintkezésüket a Jeruzsálemi Királyság nemeseivel a korabeli források alátámasztják, az ottani jogszokás pedig számos esetben megegyezik az Aranybullában foglaltakkal - így például a nevezetes ellenállási záradék esetében is. Mindezek alapján pedig valószínűsíthető, hogy a Magna Carta és az Aranybulla hasonlóságai annak köszönhetők, hogy egyes elemeik közös forrásból, a keresztes államok jogából kerültek átvételre. A XX. században jelentős befolyásra tett szert a Magna Carta és az Aranybulla rokonítása - ezt az is jelzi, hogy Lord Rothermere nevezetes 1927-es Daily Mailben megjelent cikkében ("Magyarország helyzete a nap alatt") maga is hivatkozik arra, hogy csak pár év választja el a két okmányt, azt sugalmazva, hogy rokonság lehet közöttük.
Eckhart Ferenc (1885-1957) ezzel szemben nem lát kapcsolatot a két dokumentum között, legfeljebb annyiban, hogy a "korszellem", a feudális jogfelfogás hasonlósága hozott létre hasonló jellegű dokumentumot. Eckhart bebizonyította, hogy a Magna Carta jogfelfogása sokkal fejlettebb, és a társadalom szélesebb rétegeinek javát szolgálta, mint az Aranybulla.

## Online elérhetőség
- Sz. Jónás Ilona: Középkori egyetemes történeti szöveggyűjtemény - Európa és Közel-Kelet IV-XV. század, Osiris Kiadó, Budapest, 1999. ISBN 9633795494 Online: http://www.tankonyvtar.hu/hu/tartalom/tkt/kozepkori-egyetemes/ch03s13.html#id540630
- A Magna Charta teljes magyar fordítása. In. Az Aranybulla a joghistóriában, 279. old-tól. Szerk.: Mezey Barna. Budapest, 2022. ELTE - Mádl Ferenc Összehasonlító Jogi Intézet. ISBN 9786156356222 . Online: https://mfi.gov.hu/wp-content/uploads/mfi-aranybulla-12-e-konyv.pdf

## Külső hivatkozások
- http://www.tankonyvtar.hu/tortenelem/kozepkori-egyetemes-080905-528
- http://mult-kor.hu/cikk.php?id=10054
- http://mult-kor.hu/20100902_argonnal_vedenek_a_magna_chartat
- http://www.rubicon.hu/magyar/oldalak/1215_junius_15_a_magna_charta_kiadasa/
- http://tudomany.ma.hu/tart/cikk/h/0/103059/1/tudomany/Restauraltak_a_Magna_charta_egyetlen_Amerikaban_orzott_peldanyat
- http://mek.oszk.hu/01200/01267/html/06kotet/06r03f14.htm